# Histoire de Laval
Cet article concerne la ville française. Pour la ville canadienne, voir Laval (Québec), § Histoire.

Les armoiries de Laval se blasonnent ainsi :
De gueules au léopard d'or armé et lampassé d'azur.
Le blason de la ville est celui de la Maison de Laval par concession d’Emma de Laval, confirmée par Anne de Laval en 1464.
Devise : Vallis Guidonis (la vallée des Guy, en référence aux comtes de Laval).
Ornements : deux palmes de sinople et croix de guerre 1939-1945.

Le site de la ville actuelle de Laval, dans la vallée de la Mayenne, est à mi-chemin des cités plus anciennes que sont Le Mans et Rennes. Il en est fait mention dans les écrits de Lucain au temps de Jules César, et une voie romaine traverse la rivière par un gué au pied de l'éperon rocheux où le château s'élèvera plus tard.

## Féodalité
La dynastie des seigneurs de Laval est présente dans l'histoire de France. La ville a été longtemps le point de passage entre l'Île-de-France et la Bretagne, l'une des principales places fortes de la région des Marches de Bretagne. La « vieille rue » fut pendant quelques siècles l'une des principales portes de la Bretagne.